# Dorothy Cheney
Dorothy (Dodo) Bundy Cheney (ur. 1 września 1916 w Los Angeles, zm. 23 listopada 2014 w Escondido) – amerykańska tenisistka.
Była pierwszą Amerykanką – zwyciężczynią międzynarodowych mistrzostw Australii (1938). W latach 1937–1939 należała do reprezentacji USA, która trzykrotnie zdobywała Puchar Wightman. W 1946 dotarła w grze mieszanej do dwóch wielkoszlemowych finałów – na Wimbledonie i mistrzostwach Francji.
Nie zrezygnowała z gry w tenisa do późnego wieku. W wieku 85 lat zdobyła mistrzostwo USA seniorów w kategorii "matka i córka" na kortach trawiastych w Newport (Rhode Island), razem z córką Christine Putnam. Było to jej 311. turniejowe zwycięstwo; ogromna większość z nich to mistrzowskie tytuły USA w różnych seniorskich kategoriach wiekowych (do kategorii powyżej 80 lat włącznie), w grze pojedynczej, podwójnej i mieszanej.
W 2004 została uhonorowana członkostwem w Międzynarodowej Tenisowej Galerii Sławy.
Aktywnymi tenisistami byli również jej oboje rodzice. Matka, May Sutton, to triumfatorka wielkoszlemowych mistrzostw USA i Wimbledonu na początku XX wieku. Ojciec, Tom Bundy, wygrywał mistrzostwa USA w deblu trzykrotnie, w latach 1912–1914.